# 아미샤 파텔
아미샤 파텔(힌디어: अमीषा पटेल, 영어: Ameesha Patel, 1975년 6월 9일 ~ )은 인도의 배우, 모델이다.

## 출연 작품
- 뮤나 마이클 (2017)
- 숏컷 로메오 (2013)
- 레이스 2 (2013)
- 불 불라이야 (2007)
- 타타추 (2006)
- 디스 이즈 매직 (2002)
- 아워 시크릿 (2002)